# Candice Accola
Candice Accola (Houston, 13. svibnja 1987.) američka je glumica i pjevačica, poznatija po ulozi Caroline Forbes u Vampirskim dnevnicima.

## Životopis
Candice je rođena u Houstonu, Teksas, ali odrasla je u Edgewoodu i pohađala je školu Lake Highland Preparatory School. Otac Kevin je kirurg, a majka Carolyn je inženjer zaštite okoliša. Oba roditelja su aktivni članovi lokalne Republikanske stranke. Ima mlađeg brata.

## Glazba
Kao vrsna pjevačica i tekstopisac od 14. godine, Candice Accola postigla je uspjeh u svojoj glazbenoj karijeri nakon što je potpisala ugovor s izdavačkom kućom u dobi od 16 godina. Glazba Candice Accole osvojila je međunarodni uspjeh, a ona i dalje snima i piše svoju vlastitu glazbu. Album prvijenac izašao je u prosincu 2006. i imao veliki uspjeh u Japanu.

## Vanjske poveznice
- Candice Accola u internetskoj bazi filmova IMDb-u (engl.)